# Charmus sinhagadensis
Espèce
Charmus sinhagadensis est une espèce de scorpions de la famille des Buthidae.

## Distribution
Cette espèce est endémique du Maharashtra en Inde. Elle se rencontre vers Pune.

## Description
La femelle holotype mesure 22,00 mm.
Les femelles décrites par Joshi, Deshpande, Ukale, Gowande, Bilat, Kovařík, Mottaz, Šťáhlavský, Bastawade, Monod et Sulakhe en 2025 mesurent 13,53, 13,65 et 17,67 mm.

## Systématique et taxinomie
Cette espèce a été décrite par Tikader et Bastawade en 1983.

## Étymologie
Son nom d'espèce, composé de sinhagad et du suffixe latin -ensis, « qui vit dans, qui habite », lui a été donné en référence au lieu de sa découverte, le fort de Sinhagad.

## Publication originale
- Tikader & Bastawade, 1983 : « The fauna of India: Scorpions. Scorpionida, Arachnida. » The Zoological Survey of India, Calcutta, vol. III, p. 1–668 (texte intégral).